# Wilhelm Ludwig von Bissing
Ludwig Wilhelm von Bissing (* 12. Februar 1682 auf Groß-Salze; † 8. April 1762 auf Krakow in Mecklenburg-Strelitz) war ein preußischer Generalmajor und Chef des Dragonerregiments Nr. 4.

## Leben

### Herkunft
Wilhelm Ludwig war der Sohn von Hans Ludwig von Bissing (* 23. Januar 1648; † 1685) und dessen ersten Ehefrau Magdalena Katharina, geborene von Schneidewind aus dem Haus Groß-Salze. Sein Vater war Herr auf Loeberitz, Seelingenstedt und Stockwitz.

### Militärkarriere
Bessing wurde am 11. Juli 1705 als Kornett beim Kürassierregiment Nr. 3 der Preußischen Armee angestellt. Mit dem Regiment nahm er am Feldzug 1705/11 gegen Frankreich teil und wurde am 6. März 1709 Leutnant und am 16. Januar 1711 Stabsrittmeister. Im April 1717 erhielt Bissing als Major eine Eskadron im Dragonerregiment „von der Schulenburg“ Nr. 5. Am 15. August 1724 folgte seine Beförderung zum Oberstleutnant. Mitte Juni 1727 wurde Bissing schließlich Regimentskommandeur und in dieser Stellung am 3. Juli 1728 zum Oberst befördert. Aufgrund seiner angegriffenen Gesundheit erhielt Bissing ab 1. Juni 1739 für acht Wochen Urlaub, den er in Dresden und Teplitz verbrachte.
Im Mai 1741 erhielt er vom König als Chef das Dragonerregiment Nr. 4, das durch die Teilung der Dragonerregiments „Rothenburg“ Nr. 3 errichtet wurde. Darauf folgte Anfang Juni 1741 seine Beförderung zum Generalmajor. Bereits im Januar 1742 dimittierte Bissing zum Unwillen des Königs, nachdem er mehrfach auf Grund seines schlechten Gesundheitszustandes um Entlassung gebeten hatte (Nachfolger: Friedrich Wilhelm von Kannenberg). Bissing erhielt trotz Gesuchs vom König keine Pension und zog sich auf seine Güter in Mecklenburg zurück, wo er verstarb.
Er war Erbherr auf Loeberitz, Rödgen und Wadendorf.

### Familie
Bissing war mit Christiane Sophie von Lehsten (* 25. Juli 1700; † 15. Oktober 1753) verheiratet. Sie war die Witwe des dänischen Generalleutnants Ulrich Otto von Dewitz (* 14. Juni 1671; † 5. August 1723) und Tochter des Landrates Christian Wilhelm von Lehsten (* 1662; † 1723). Das Paar hatte folgende Kinder:
- Sophie Dorothea (* 18. November 1733 in Groß Miltzow; † 31. Januar 1801)
 ⚭ Generalleutnant von Dewitz
 ⚭ Otto Alexander Graf von Schwerin (* 20. März 1737; † 17. März 1819), Leutnant im Kürassierregiment Nr. 2, Herr auf Wolfshagen
- ein Sohn (* 1737 in Pasewalk), Taufpate war Friedrich Wilhelm I.
- Johann Ludwig (* 26. August 1738 in Pasewalk)